# Bukit Tujuh
Bukit Tujuh is een bestuurslaag in het regentschap Labuhan Batu Selatan van de provincie Noord-Sumatra, Indonesië. Bukit Tujuh telt 5694 inwoners (volkstelling 2010).